# Live at Budokan
Live at Budokan — музичний альбом гурту Dream Theater. Виданий 5 жовтня 2004 року лейблом Elektra. Загальна тривалість композицій становить 165:44. Альбом відносять до напрямку прогресивний метал.

## Список пісень

### CD 1
1. «As I Am» — 7:25
2. «This Dying Soul» — 11:44
3. «Beyond This Life» — 19:37
4. «Hollow Years» — 9:18
5. «War Inside My Head» — 2:22
6. «The Test That Stumped Them All» — 5:00

### CD 2
1. «Endless Sacrifice» — 11:18
2. «Instrumedley» — 12:15
3. «Trial of Tears» — 13:49
4. «New Millennium» — 8:01
5. «Keyboard Solo» — 3:58
6. «Only a Matter of Time» — 7:21

### CD 3
1. «Goodnight Kiss» — 6:16
2. «Solitary Shell» — 5:58
3. «Stream of Consciousness» — 10:54
4. «Disappear» — 5:56
5. «Pull Me Under» — 8:38
6. «In the Name of God» — 15:49

### DVD 1
1. «As I Am» — 8:34
2. «This Dying Soul» — 12:12
3. «Beyond This Life» — 19:34
4. «Hollow Years» — 9:19
5. «War Inside My Head» — 2:30
6. «The Test That Stumped Them All» — 4:53
7. «Endless Sacrifice» — 11:20
8. «Instrumedley» — 12:09
9. «Trial of Tears» — 13:58
10. «New Millennium» — 7:59
11. «Keyboard Solo» — 3:59
12. «Only a Matter of Time» — 7:25
13. «Goodnight Kiss» — 6:14
14. «Solitary Shell» — 5:51
15. «Stream of Consciousness» — 10:55
16. «Disappear» — 5:55
17. «Pull Me Under» — 9:00
18. «In the Name of God» — 17:36
19. Credits — 3:11

### DVD 2
- «Riding the Train of Thought»: Japanese Tour Documentary — 29:46
- Джон Петруччі «Guitar World» — 6:27
- Джордан Рудесс «Keyboard World» — 6:43
- Майк Портной Drum Solo — 12:08
- «The Dream Theater Chronicles»: 2004 Tour Opening Video — 5:43
- «Instrumedley» Multiangle bonus — 12:03